# Lithobius teneriffae
Lithobius teneriffae är en mångfotingart som beskrevs av Robert Latzel 1895. Lithobius teneriffae ingår i släktet Lithobius och familjen stenkrypare. Inga underarter finns listade i Catalogue of Life.